# جان فرانسوا لابوينت
جان فرانسوا لابوينت هو مغني أوبرا ومغني كندي، ولد في القرن العشرين في إيبيرفيل في كندا.

## وصلات خارجية
- جان فرانسوا لابوينت على موقع ميوزك برينز (الإنجليزية)
- جان فرانسوا لابوينت على موقع ديسكوغز (الإنجليزية)